# 浅水重炮舰

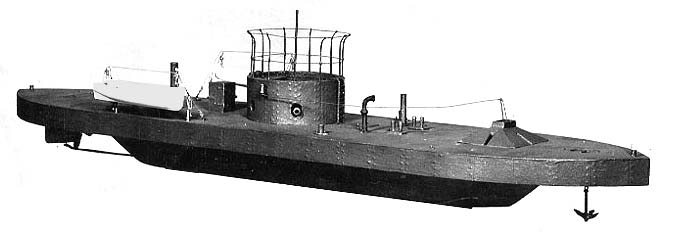
莫尼特號蒸汽砲艦是第一代的浅水重炮舰。

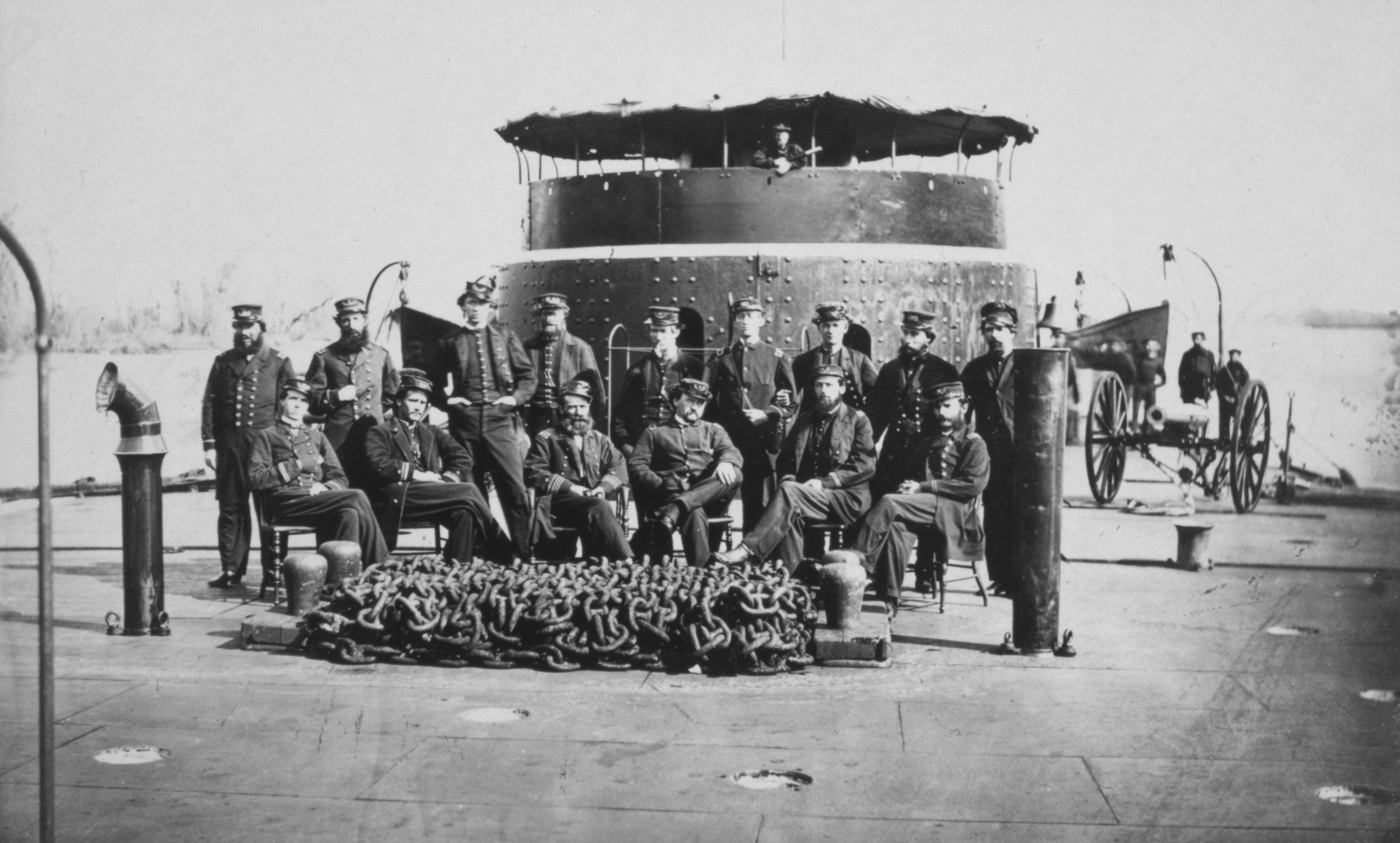
南北戰爭期間聯邦海軍軍官在一艘重砲艦的甲板上合影。攝於1861至1865年間。

浅水重炮舰（英語：monitor），又譯為裝甲砲艦，是一种小型戰艦，其特徵為乾舷高度相对較低无法胜任远海航行，航速不快装甲也不强，却装有不成比例大口径火砲。自1860年代起到二战時期，有多國海軍曾操作過此類型的船艦。越戰時，由於內河作戰的需要，美國重新啟動自南北戰爭結束後就未曾再建置過的褐水海軍（Brown-water navy）船隊，導入至少24艘搭載迫擊砲或火焰噴射器的重砲艦參與在越南的戰事，也成為此類型的軍艦最近期的服役記錄。
「Monitor」這種船艦種類得名自歷史上第一艘採用此配置的軍艦，美國南北戰爭期間聯邦海軍（北軍）旗下的莫尼特號（USS Monitor）。由瑞典裔美國發明家約翰·艾瑞克森（John Ericsson）在1861年時起造、1862年完工的莫尼特號是最早披着铁甲，也最早装有炮塔的军舰。从此这个词多指内河和沿海的防御用舰，也可以指胸墙重炮舰，有时在近代还指所有装有炮塔的军舰。
在内河上出现的火力最强的军舰内河重炮舰就是它的一种。在20世纪早期"monitor"重新出现，指的是吃水很浅的有装甲的炮击舰，特别是皇家海军大量地使用它：克莱夫勋爵级重炮舰的火炮达到了当时最大的口径，于一战中轰击德国的目标，它们到了1920年代都拆解了。